# 多布爾納

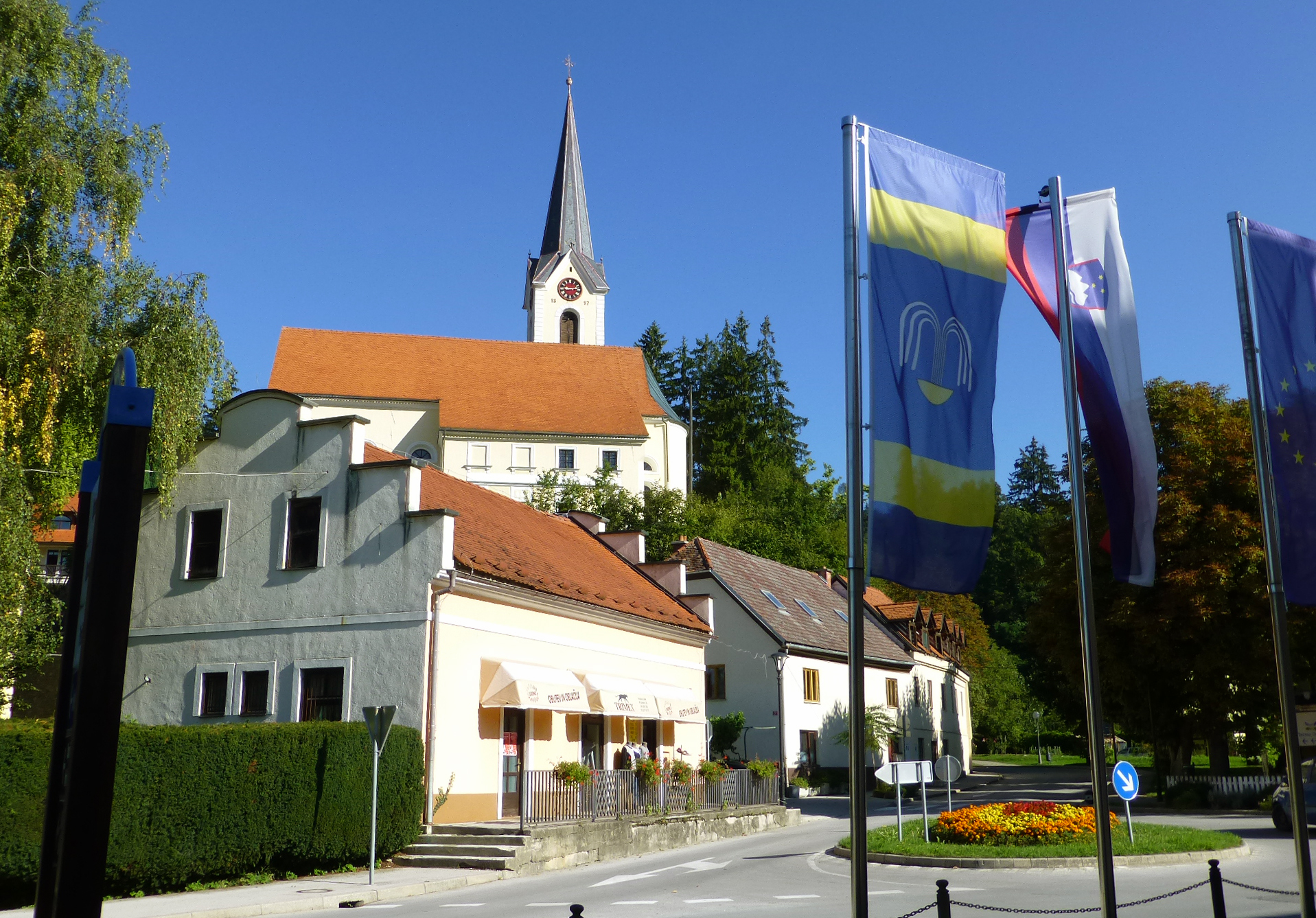

多布爾納，是斯洛文尼亞東北部多布爾納市鎮的聚居地及其行政中心。處於下施蒂利亞地區，面積1.8平方公里，海拔高度379米，2002年人口554，人口密度每平方公里308人。